# 格維茲達瓦
50°1′31″N 28°34′30″E / 50.02528°N 28.57500°E
格維茲達瓦（烏克蘭語：Гвіздава），是烏克蘭的村落，位於該國北部日托米爾州，由別爾季切夫區負責管轄，面積1.12平方公里，海拔高度239米，2001年人口190，人口密度每平方公里169.64人。